# Rota 66 (série)
Rota 66 - A Polícia que Mata é uma série de televisão brasileira produzida pelo Globoplay em parceria com a produtora Boutique Filmes. A produção foi lançada em 22 de setembro de 2022 no streaming.
A série é baseada no livro homônimo do jornalista Caco Barcellos. E foi adaptado por Maria Camargo e Teodoro Poppovic, com redação final de Maria Camargo, roteiro de Teodoro Poppovic, Déo Cardoso, Mariah Schwartz, Philippe Barcinski, Felipe Sant'Angelo e Guilherme Freitas, direção artística de Philippe Barcinski e direção de Philippe Barcinski e Diego Martins. 
A série é protagonizada por Humberto Carrão, que interpreta Barcellos, e conta com Lara Tremouroux, Aílton Graça, Naruna Costa, Wesley Guimarães, Rômulo Braga, Juan Queiroz e Adriano Garib nos demais papéis centrais.

## Enredo
Ao investigar o assassinato de três jovens paulistanos, o jornalista Caco Barcellos descobre um grupo de matadores que opera com o aparente aval da justiça militar. Quanto mais investiga, mais ele descobre vítimas inocentes nas periferias de São Paulo.

## Elenco
| Ator/Atriz        | Personagem                          |
| ----------------- | ----------------------------------- |
| Humberto Carrão   | Cláudio Barcellos (Caco Barcellos)  |
| Lara Tremouroux   | Luli                                |
| Aílton Graça      | Homero Gama                         |
| Ana Cecília Costa | Beatriz                             |
| Naruna Costa      | Anabela                             |
| Juan Queiroz      | Sidney                              |
| Adriano Garib     | Octávio Ribeiro Malta (Pena Branca) |
| Rômulo Braga      | Ramiro                              |
| Wesley Guimarães  | Tales                               |
| Felipe Oládéle    | José Divino de Oliveira (Divino)    |
| Ariclenes Barroso | Lunga                               |
| Magali Biff       | Socorro                             |
| Virgínia Rosa     | Jacira                              |
| Ricardo Gelli     | Moacir Bianco                       |
| Gabriel Godoy     | Gilmar de Paula                     |
| Rafael Lozano     | Pimenta                             |
| Adriana Lessa     | Rute                                |
| Bruno Vinícius    | Cosme                               |
| Gustavo Corasini  | Caco Barcellos (criança)            |
| Marcelo Zorzetto  | Jamal                               |
| Maria Manoella    |                                     |

## Exibição
Em 22 de setembro de 2022, foi lançado o primeiro bloco contendo os quatro primeiros episódios da série pelo Globoplay.
Os dois primeiros episódios foram exibidos pela TV Globo dentro do Cinema do Líder, no dia 1 de fevereiro de 2023.